# Horaga anytus
Horaga anytus är en fjärilsart som beskrevs av Otto Staudinger 1889. Horaga anytus ingår i släktet Horaga och familjen juvelvingar. Inga underarter finns listade i Catalogue of Life.